# フーズ・フォーラス
株式会社フーズ・フォーラス（Foods Forus）は、かつて存在した日本の企業。石川県金沢市を拠点に焼肉レストランチェーン「焼肉酒家えびす（やきにくざかやえびす）」を経営していた。

## 概要
創業者の勘坂康弘はいわゆる脱サラで「焼肉酒家えびす」を創業し、一皿100円の豚バラや同280円の和牛ユッケなどの低価格メニューを売りに業績を急拡大させ、北陸3県と神奈川県横浜市・藤沢市の郊外（ロードサイド）に出店していた。
社名は「Food for us」を意味し、「得るより与えよ」を企業理念としていた。
1号店は当初、店の指揮をとる一方、勘坂の父親が駐車場での整理・誘導、母親が厨房での皿洗いをするという家族ぐるみでの運営が行われていたという。取締役・監査役に社長の一族が就任している同族企業（非公開会社）であった。
店舗は2008年までに富山、石川、福井の3県で10店舗であったが、2009年以降急拡大し、2010年7月には横浜上白根店（神奈川県横浜市旭区）を開店して首都圏に進出、神奈川県を含めた4県で計20店舗となった。店舗が展開されていた石川県には、白山市に焼肉店「焼肉茶屋恵比須」が2店舗存在するが、焼肉酒家えびすとは無関係である。
2011年4月下旬に複数店舗で発生した後述のユッケ集団食中毒事件により全店で営業を中止。その後営業を再開することなく同6月に従業員を全員解雇し、7月に廃業となった。
その後フーズ・フォーラスは、債権放棄や債権者会議で被害者優先の返済計画の承認を得るという結論に至ったため、2012年2月10日に金沢地方裁判所から特別清算開始決定を受けた。その間に、登記上の本店所在地を東京都千代田区へ移転した。しかし、債権者との協定成立の見通しが立たない事から、事後を一任した弁護士の職権によって破産手続に移行する事になり、2023年3月28日に金沢地方裁判所から破産手続開始決定を受けた。
2023年9月3日、金沢地方裁判所で第2回債権者集会が開かれ、破産管財人は約60人（法人含む）の債権者に約1億円を配当するとの説明を行った。次回の債権者集会は2024年1月9日に予定されており、管財人が配当手続きの進捗を報告し、債権者から異議が出なければ破産手続きは終結する。そして2024年1月9日、予定通り破産手続きが終結した。出席者によると、遺族を含む債権者約60人に配当額の計約1億円が分配されたという。

## 沿革
- 1997年（平成9年）5月 - 富山県高岡市で「焼肉酒家えびす高岡駅南店」を開店。
- 1998年（平成10年）9月 - 資本金300万円で有限会社フーズ・フォーラスを設立。
- 2000年（平成12年）12月 - 資本金を1000万円に増資し、株式会社フーズ・フォーラスに組織変更。
- 2006年（平成18年）12月 - 本社を高岡市から石川県金沢市に移転。その後2009年に市内で移転。
- 2011年（平成23年）
  - 4月 - ユッケ集団食中毒事件発生。
  - 7月8日 - 廃業。会社は解散し、清算手続に移行。
  - 12月 - 東京簡易裁判所に、大和屋商店を相手方として5億円の損害賠償の民事調停を申し立て[15]。
- 2012年（平成24年）2月10日 - 金沢地方裁判所に特別清算を申し立てる。負債総額は17億7800万円[16]。
- 2023年（令和5年）3月28日 - 金沢地方裁判所から破産手続開始決定を受ける[1][11][12]。
- 2024年（令和6年）1月9日 - 破産手続き終結[14]。

## 不祥事

### ユッケ集団食中毒事件
2011年4月21日以降、「焼肉酒家えびす」の富山・福井・神奈川の店でユッケなどを食べた客181人（5月15日時点）が腸管出血性大腸菌O-111による食中毒になり、5人が死亡、24人が重症となった。
また、1996年に国内でO-157などの大腸菌が死滅していない食材による食中毒が脅威的に流行したことで、食品衛生法上の知識と対策が周知されていたこともあり、飲食チェーン店（食材入手元が同じ）で発生した集団食中毒で3名以上が死亡するのは極めて深刻な事態であった。
富山県は4月29日から3日間、県内の2店舗（砺波店および高岡駅南店）に対し食品衛生法に基づく行政処分（営業停止命令）を下した。5月4日に4人目の死者が出たことを受け、5月6日付けでこの2店舗に対し無期限の営業禁止処分を下した。これを受けフーズ・フォーラス社は当面の間、焼肉酒家えびすの全店舗で営業を停止することを発表した。その後、営業再開せずに同年7月に廃業となる。

#### 原因
被害者の96%がユッケを食べていた。食中毒の発生地域が広範囲にわたることから、原因菌はえびすで発生したものではないとされ、配送前の時点で肉に付着していた腸管出血性大腸菌O-111と判断された。また、店舗で保管されていた未開封の肉からO-111が検出されており、このことからも汚染された肉が店外から持ち込まれたと判断された。被害者の半数から腸管出血性大腸菌O-111が検出され、未開封の肉のO-111と遺伝子パターンが一致した。O-157も検出されたが一部の被害者からだけに留まり、保管されていた肉からも検出されなかったため、O-157は原因菌ではないとされた。フーズ・フォーラスは肉の輸送には関与していなかった。
えびすは大和屋商店から生食用として牛肉を仕入れており、卸元の大和屋商店は埼玉県内の食肉市場から牛肉を仕入れていた。そのため警察は大和屋商店とこの市場に対して家宅捜索を行ったが、菌は検出されなかった。
この事件では、ユッケを調理したえびす、肉を卸した大和屋商店ともに問題が指摘されている。
- えびす
  - 客に肉を提供する前にトリミングをしておらず、肉の衛生検査もしていなかった[23]。
  - 各店舗では売れ残ったユッケを翌日も客に提供していた[24]。
- 大和屋商店
  - 冷蔵庫が小さく、肉が触れ合った状態で保存されていた。
  - レバー用と、その他の肉用とで包丁及びまな板を使い分けしていなかった。
  - トリミング処理をしてない肉を、えびすに対して「歩留まり100%で無駄がありません」と言い、生食用として出荷していた。
  - 本来は生食用ではない牛肉を、生食用として卸していた。

#### 被害者
- 食中毒患者：181名
  - 患者の都道府県別：富山県・175名、福井県・4名、石川県・1名、神奈川県・1名[25]
- 患者のうち、溶血性尿毒症症候群を発症した重症者：32名
  - 重症者の年代別：10歳未満・7名、10代・15名、20代・6名、40代・1名、60代・1名、70代・1名、不明・1名[26]。
- 重症者のうち死亡者：5名
  - 死亡者の都道府県別：富山県（砺波店）4名（6歳男児、14歳男子、43歳女性、70歳女性）、福井県（福井渕店）1名（6歳男児）

#### 事件の経過
特記以外は全て2011年の事である。
- 4月21日～26日 - 富山県・福井県・神奈川県内の異なる店で、ユッケなど食肉を食べた複数の客が、2日程度の潜伏期間を経て食中毒の症状を呈する。
- 4月27日
  - 福井県は「福井渕店」での飲食から腸管出血性大腸菌O-111による食中毒を発症し、治療中であった6歳の男児が死亡したことを公表。
  - 富山県は「砺波店」「高岡駅南店」で飲食をした複数の客がO-111・O-157による食中毒の治療を受けている旨の連絡を医療機関（保健所）から受け、同日から両店を営業停止処分にすると公表。この発表により「集団食中毒の疑い」と報道されるようになる。これ以外の店舗は営業継続した。
- 4月29日 - 「砺波店」での飲食から食中毒を発症し、治療中であった6歳の男児が死亡。同社は全店を営業自粛（停止）とした。
- 5月2日 - 富山県警は業務上過失致死傷容疑の疑いで砺波署に捜査本部を設置する（後に福井県警・神奈川県警と警視庁が捜査本部を設置し、合同捜査本部化）。
- 5月4日 - 「砺波店」での飲食からO-111による食中毒を発症し、入院中であった40歳代女性が溶血性尿毒症症候群で死亡。
- 5月5日 - 「砺波店」での飲食からO-111による食中毒を発症し、入院中であった70歳代女性が溶血性尿毒症症候群で死亡。
- 5月7日 - 合同捜査本部が、フーズ・フォーラス本社や店舗と食肉卸元の大和屋商店を業務上過失致死傷容疑の疑いで家宅捜索（以後複数回）。
- 5月15日 - O-111・O-157による集団食中毒を発症した者（疑い例含む）は死者4人を含め延べ171人に上り、大半が入院するなど重症であることが明らかとなる。
- 5月16日 - 横浜市は「横浜上白根店」にある未開封の牛モモ肉からO-111を検出したと発表。
- 6月8日 - 営業停止を受け資金繰り悪化、営業再開を断念。役員以外の全社員90人を解雇。
- 7月8日 - 会社解散。清算手続きへ移行する[27]。
- 7月15日 - 全20店舗を同業者のスタンドサービスへ売却[28]。その後順次、居抜き出店により同社の焼肉店「ヴイ・ブリアン」店舗として開店[28]。
- 10月22日 - 「砺波店」での飲食からO-111による食中毒を発症し、脳死状態となって入院中だった少年が死亡。死者5人となる[29]。

## 廃業とその後
同社は集団食中毒による「巨額な賠償金を確保するため」として5月中旬に金沢市保健所を複数回訪れて営業再開を打診したが、これに対して保健所は「原因が究明されるまで待った方が良い」と許可しなかった。営業停止により資金繰りが悪化したため営業再開を断念し、6月8日付で役員以外の全社員90人を解雇した事が報じられた。フーズ・フォーラスは2011年7月8日付で法人解散し清算手続に入ったが、特別清算の申し立ては大幅に遅れ、金沢地裁が開始決定を行ったのは2012年2月10日となった。清算法人の事務所は2013年10月1日付で東京都の代理人弁護士の法律事務所内に移転している。
店舗施設は、福島県郡山市に本社を置くガソリンスタンド経営会社のスタンドサービスに全20店が売却され、同社観光事業部が運営する焼肉店チェーン「ヴイ・ブリアン（V.brian）」として営業開始した。2011年9月1日には金沢市高柳町の旧えびす店舗の施設に「ヴイ・ブリアン」北陸1号店がオープンした。しかしスタンドサービスは資金繰りの悪化から、2012年5月28日に福島地方裁判所郡山支部へ民事再生法の適用を申請し同日に保全命令が下された。燃料費高騰と競争激化により本業のガソリンスタンドが経営悪化したことに加え、焼肉店「ヴイ・ブリアン」も風評被害により収益が上がらなかったという。その後、店舗は全店閉鎖され、スタンドサービスも2015年1月15日に会社解散、同年5月9日に清算を終えて完全消滅したことが登記簿により確認されている。
被害発生の元となったフーズ・フォーラスには、食中毒事件の被害者総数158名より、6億8993万6880円の債権届出がなされた。フーズ・フォーラスには2億円の預金があり、それを被害者へ優先的に配分できるよう債権者である銀行に依頼したが同意は得られず、預金は全て銀行の貸付金と相殺された。フーズ・フォーラスは、納入された牛肉にO-111が付着していたことによる事件であるとして、納入先の大和屋商店を相手取り東京簡易裁判所に損害賠償の調停を行ったが不調に終わった。これを受けて、フーズ・フォーラスは大和屋商店と食肉市場を相手取り損害賠償請求の裁判を起こし、その賠償金を遺族への債権補填に充てる方針と説明した。損害賠償請求には遺族の一部も原告として参加しているが、遺族の中にはフーズ・フォーラスを信用できないとして、別に大和屋商店を訴える動きもある。
2016年2月15日、富山県警察・警視庁・神奈川県警察の合同捜査本部は、フーズ・フォーラスの元社長及び大和屋商店の元役員の計2名について、業務上過失致死傷容疑で書類送検した。同月19日、富山地方検察庁は2人について嫌疑不十分として不起訴処分とした。
2018年3月13日、東京地方裁判所でフーズ・フォーラスに対し約1億6900万円の賠償命令を言い渡した。
2019年7月8日、富山検察審査会は、不起訴処分となった元社長・役員ら2人について不起訴不当の議決を下した。これにより検察は再捜査を行った上で起訴の可否を再び判断することとなる。
2020年10月7日、富山地方検察庁はフーズ・フォーラスの元社長及び大和屋商店の元役員の計2名について、改めて嫌疑不十分で不起訴とした。検察審査会の議決が「起訴相当」ではないため、発生から9年半で捜査は終結した。遺族には前日の6日に処分について伝えていた。
その後フーズ・フォーラスは、前述の通り職権による破産手続へ移行することになり、2023年3月28日に金沢地方裁判所から破産手続開始決定を受けた。

### 影響
多くの焼肉店・朝鮮料理店などで、ユッケの提供が自粛されるようになった。
また、厚生労働省基準での生食用牛肉が国内では一切出荷されていないことが、驚きとともに広く知られるようになった。
本事件を受けて、2011年10月1日に生食用牛肉の処理に関する基準が改定され、腸内細菌科菌群を対象とした微生物検査が義務付けられると共に、生食用加工設備の完全な区分けや肉塊毎の設備・器具洗浄、衛生的に密封した肉塊を熱湯等で表面から深さ1cmまでを60℃で2分以上加熱処理する等の規定が盛り込まれ、原則として有資格者の監督下での処理以外が認められなくなり、食中毒等を起こした場合は営業停止や刑事罰も適用できることとなった。なお、この時点ではまだ牛生レバーについては対象外であった。
また2012年7月1日からは、牛生レバーについても提供禁止となった。